# Альперін Вадим Олександрович
Вадим Олександрович Альпе́рін (нар. 27 січня 1972, Одеса) — колишній український бізнесмен, один з основних фігурантів справи щодо корупції на Одеській митниці. Статки Альперіна оцінюються в 1 млрд $.

## Життєпис
Вадим Альперін народився 1972 року в Одесі, жив у комунальній квартирі (на вулицях Пироговській та Добровольського), а згодом — у селищі Котовське (Чудське) під Одесою. Почав займатися бізнесом в 1990-х із торгівлі алкогольними напоями. На початку 2000-х переїхав до Ізраїлю, але згодом повернувся до України.
Альперін орендував Котовський винозавод. 2011 року Фонд держмайна подав у суд на Альперіна з наміром розірвати з ним договір оренди, але Вадим виграв суд, продовживши керувати заводом. 2016 Фонд держмайна підписав з ним нову угоду, згідно з якою оренда виросла до 25 % ставки для виноробної галузі. До 2016 року Альперін з дружиною були кінцевими бенефіціарами заводу, далі передавши права на власність офшорній компанії «Тандерфілд Корп» (Панама, Панама сіті, Global Plaza Tower, 50-а, 19-й пов., апартамент N).
В партнерстві з Олександром Ойберманом Альперін викупив кілька заводів на межі банкрутства, почавши випускати на них алкогольну продукцію.

## Кримінальні провадження

### Пенсійний фонд Альперіна
На початку 2000-х Альперін створив приватний пенсійний фонд, гроші для якого отримував як від приватних осіб, так і від держави. За частину грошей Вадим купив вантажне судно «Фаїна».
2008 року це судно захопили пірати, що згодом вимагали викуп за українських моряків. На борту корабля перевозили зброю та військову техніку (включно з танками й реактивними установками залпового вогню). Після переговорів піратам виплатили 3,2 млн грн, судно визволили.
2015 році під час перевірки на Одеський митниці представники ГУ власної безпеки ДФС знайшли чотири контейнери з контрабандним вантажем, до яких мав стосунок Альперін. Два контейнери згодом зникли, два інших стояли таким чином, що їх неможливо було відкрити.
У серпні 2017 року на Київський митниці виявили підроблені документи на вантаж Альперіна.

### Хабар НАБУ
24 листопада 2017 — Альперіна затримали детективи НАБУ під час спроби дати хабар співробітникові Бюро розміром 800 тис. $. Вадим хотів припинення розслідування кримінального провадження, через яке накладено арешт на 450 млн грн, що належали Альперіну. Печерський суд Києва заарештував Альперіна на два, призначивши заставу розміром 21 млн грн, натомість Апеляційний суд зменшив заставу до 141 тис. грн. Внісши гроші, Альперін вийшов на свободу.

### Контрабанда, ухиляння від податків
Альперіна звинувачують у змові з головою Одеської митниці Володимиром Передерієм, який організував схему, завдяки якій Альперін не платив мито зі своїх вантажів. Альперіна звинувачують за статтями: ч. 1 ст. 255 (створення злочинної організації), ч. 3 ст. 212 (ухилення від сплати податків), ч. 2 ст. 364 (зловживання службовими повноваженнями) КК України.
26 листопада 2019 президент Зеленський назвав Альперіна одним з хрещених батьків контрабанди в Україні.
У листопаді 2019 року НАБУ затримало заступника голови Київської міської митниці ДФС Сергія Тупальського, натомість Альперін зник. У ході спецоперації затримали більш як десяток осіб. Альперіну інкримінують ухилення від сплати податків та створення злочинної організації. Слідство звинувачує Альперіна в керівництві злочинною організацією, яка розмитнювала імпортні товари за заниженими цінами, нанісши державі збитків на 77,7 млн грн.
Згодом Вадим самостійно прийшов до САП, де його затримали на два місяці з заставою в 70 млн грн, при цьому в САП просили призначити заставу розміром 280 млн грн.
3 грудня 2019 Альперін вийшов із СІЗО, внісши заставу. 27 грудня ВАКС заарештував майно Альперіна, також йому та 10 іншим затриманим фігурантам схем на митниці оголосили про підозру
24 січня 2020 Вищий антикорупційний суд продовжив носіння електронного браслета Альперіну до 23 березня.
У лютому 2020 журналісти проєкту Слідство.Інфо оприлюднили фільм-розслідування «Король контрабанди», у якому розповідається, що Альперін масово скуповував суддів та прокурорів, щоб роками уникати відповідальності. Посадовцям, які перешкоджали Альперіну, погрожували кримінальними провадженнями або звільняли. У фільмі розповідається про сумського слідчого Михайла Іванченка, який заарештував контейнери з контрабандою, що належали компанії Альперіна.
Спецоперація привернула увагу генпрокурора Луценка. Справу в Іванченка швидко забрали, а на нього відкрили кримінальне провадження за перевищення службових повноважень.
18 березня ВАКС відмовився стягнути на користь держави заставу Альперіна розміром 70 млн грн.
20 квітня 2021 року указом Президента України Володимир Зеленський позбавив Альперіна українського громадянства, що передбачає депортацію. 8 вересня Альперіну повернули закордонні паспорти, оскільки він втратив українське громадянство. 
Справа проти Альперіна у ВАКС закрита у зв'язку з закінченням строку розслідування (див. «поправки Лозового»).
26 березня 2025 року Європейський суд з прав людини визнав правомірність дій України, і тепер Альперіну загрожує конфіскація майна та подальше кримінальне переслідування. Про рішення ЄСПЛ повідомляє Маргарита Сокоренко, уповноважена у справах Європейського суду з прав людини.

## Сім'я
- Дружина — Альперіна (Дрєєрман) Тетяна Марківна (нар. 23 січня 1971) — 1994-го закінчила Одеський державний університет[2].
- Батько Альперін Олександр Якович (нар. 3 листопада 1948).